# Morfydd Clark

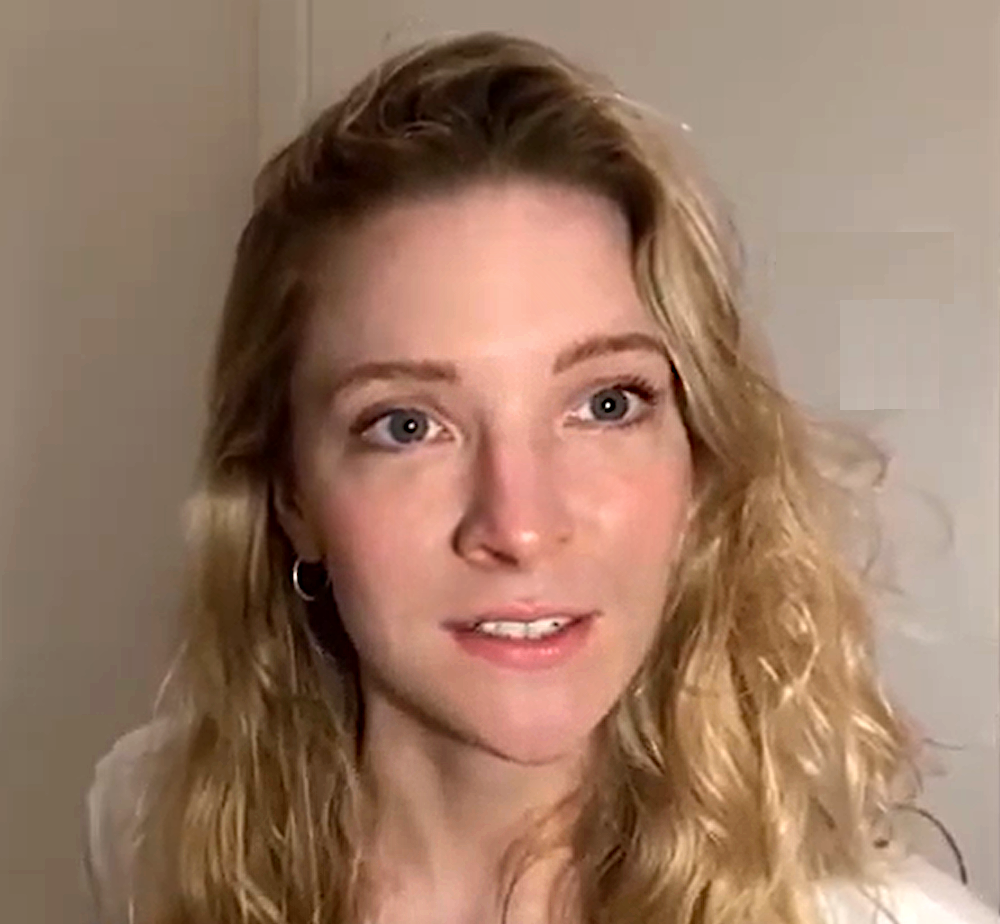
Morfydd Clark (2020)

Morfydd Clark (* 17. März 1989 in Schweden) ist eine walisische Film- und Theaterschauspielerin.

## Leben
Morfydd Clark wurde in Schweden geboren. Ihr Vater hatte dort einen Job gefunden, als ihre Mutter im siebten Monat schwanger war. Clark verbrachte ihre ersten zwei Lebensjahre in Schweden. Ihre Familie kehrte nach Wales zurück, als Clark sieben Jahre alt war. Sie wuchs in Cardiff auf. Im Alter von 13 Jahren sammelte sie erste Erfahrungen in der Schulaufführung von Under Milk Wood in der Rolle der zweiten Mrs. Dai Bread.
Nachdem sie mit Legasthenie und ADHS zu kämpfen hatte, verließ sie mit 16 Jahren die Schule. Im Jahr 2009 erhielt sie ein Engagement in einer Produktion des Musicals Laut Brian Haw über den politischen Aktivisten Brian Haw des British Youth Music Theatre und wurde am Drama Centre London unterrichtet. Im Jahr 2013 war sie in der Titelrolle in Blodeuwedd am walisischen Nationaltheater Theatr Genedlaethol Cymru zu sehen.
Ihre erste Rolle in einem Kinofilm erhielt sie in Madame Bovary von Sophie Barthes, der im Herbst 2014 bei mehreren Filmfestivals vorgestellt wurde. Hiernach spielte Clark wieder einige Jahre vorwiegend Theater, meist in klassischen Stücken wie Romeo und Julia am Crucible Theatre in Sheffield und König Lear am Old Vic Theatre in London. Vom Observer wurde sie 2017 zu einem der Rising Stars des Jahres der britischen Theaterszene gewählt.
Größere Filmrollen folgten in dem Katastrophen- und Horrorfilm Crawl von Alexandre Aja und David Copperfield – Einmal Reichtum und zurück von Armando Iannucci, die beide 2019 in die Kinos kamen. Im Januar 2020 wurden auf BBC One die drei Folgen der britischen Miniserie Dracula gezeigt, mit Clark in einer der Hauptrollen. In Saint Maud von Rose Glass ist Clark in der Titelrolle zu sehen. Für ihre Darstellung der besessenen Krankenschwester Maud erhielt Clark durchweg positive Kritiken.
Seit 2022 verkörpert Clark eine jüngere Version der Figur Galadriel in der Prime-Video-Serie Der Herr der Ringe: Die Ringe der Macht.

## Filmografie (Auswahl)
- 2014: Madame Bovary
- 2014: The Falling
- 2016: Stolz und Vorurteil und Zombies (Pride and Prejudice and Zombies)
- 2016: Love & Friendship
- 2016: National Theatre Live: Les Liaisons Dangereuses
- 2016: The Call Up – An den Grenzen der Wirklichkeit (The Call Up)
- 2017: Mozart in Love: Intermezzo in Paris (Interlude in Prague)
- 2017: Charles Dickens: Der Mann, der Weihnachten erfand (The Man Who Invented Christmas)
- 2019: Crawl
- 2019: David Copperfield – Einmal Reichtum und zurück (The Personal History of David Copperfield)
- 2019: Saint Maud
- 2019:  His Dark Materials (Fernsehserie)
- 2019: Eternal Beauty
- 2020: Dracula (Miniserie, 3 Folgen)
- seit 2022: Der Herr der Ringe: Die Ringe der Macht (The Lord of the Rings: The Rings of Power, Fernsehserie)

## Theatrografie (Auswahl)
- 2013: Blodeuwedd (Theatr Genedlaethol Cymru, in der Rolle von Blodeuwedd)
- 2015: Violence & Son (Royal Court, in der Rolle von Jen)
- 2015: Romeo und Julia (Crucible Theatre, Sheffield, in der Rolle von Julia)
- 2015–2016: Les Liaisons Dangereuses (Donmar Warehouse, in der Rolle von Cecile)
- 2016: König Lear (Old Vic, London, in der Rolle von Cordelia)
- 2017: Der Kirschgarten (Sherman Theatre, Cardiff, in der Rolle von Anya)
- 2019: The Colours (Soho Theatre)[8][9][10][11][5][12][13][14]

## Auszeichnungen
BAFTA Scotland Award
- 2021: Auszeichnung als Beste Schauspielerin (Saint Maud)[15]

British Academy Film Award
- 2021: Nominierung als Beste Nachwuchsdarstellerin

British Independent Film Award
- 2021: Nominierung als Beste Schauspielerin (Saint Maud)[16]

London Critics’ Circle Film Award
- 2021: Nominierung als Beste Hauptdarstellerin (Saint Maud)
- 2021: Auszeichnung als Beste britische Darstellerin (für Saint Maud und Eternal Beauty)[17][18]